# Campionati mondiali di sollevamento pesi 2023 - 81 kg maschile
Le gare di sollevamento pesi della categoria fino a 81 kg maschile — pesi medi — dei campionati mondiali del 2023 si sono svolte dal 10 all'11 settembre 2023 a Riad presso la Green Hall del Prince Faisal bin Fahad Olympic Complex.

## Programma
L'orario indicato corrisponde a quello saudita (UTC+03:00)
| Data              | Orario | Evento   |
| ----------------- | ------ | -------- |
| 10 settembre 2023 | 14:00  | Gruppo C |
| 11 settembre 2023 | 11:30  | Gruppo B |
| 11 settembre 2023 | 16:30  | Gruppo A |

## Medagliati
Per ciascun esercizio, i primi tre classificati sono i seguenti:
| Esercizio | Oro                        | Oro    | Argento               | Argento | Bronzo                     | Bronzo |
| --------- | -------------------------- | ------ | --------------------- | ------- | -------------------------- | ------ |
| Strappo   | Mukhammadkodir Toshtemirov | 164 kg | Oscar Reyes           | 163 kg  | Rafik Harutyunyan          | 162 kg |
| Slancio   | Rahmat Erwin Abdullah      | 209 kg | Božidar Andreev       | 195 kg  | Gaýgysyz Töräýew           | 193 kg |
| Totale    | Oscar Reyes                | 356 kg | Rahmat Erwin Abdullah | 354 kg  | Mukhammadkodir Toshtemirov | 352 kg |

## Record
Prima di questa competizione, i record mondiali esistenti erano i seguenti:
| Record mondiale | Strappo | Li Dayin     | 175 kg | Tashkent, Uzbekistan | 21 aprile 2021    |
| Record mondiale | Slancio | Karlos Nasar | 208 kg | Tashkent, Uzbekistan | 12 dicembre 2021  |
| Record mondiale | Totale  | Lü Xiaojun   | 378 kg | Pattaya, Thailandia  | 22 settembre 2019 |

## Risultati
| Pos. | Atleta                           | Gr. | Peso atleta | Strappo (kg) | Strappo (kg) | Strappo (kg) | Strappo (kg) | Slancio (kg) | Slancio (kg) | Slancio (kg) | Slancio (kg) | Totale   |
| Pos. | Atleta                           | Gr. | Peso atleta | 1            | 2            | 3            | Pos.         | 1            | 2            | 3            | Pos.         | Totale   |
| ---- | -------------------------------- | --- | ----------- | ------------ | ------------ | ------------ | ------------ | ------------ | ------------ | ------------ | ------------ | -------- |
|      | Oscar Reyes (ITA)                | A   | 80.62       | 156          | 161          | 163          |              | 192          | 193          | 193          | 4            | 356      |
|      | Rahmat Erwin Abdullah (INA)      | B   | 76.67       | 145          | —            | —            | 14           | 190          | 200          | 209          |              | 354      |
|      | Mukhammadkodir Toshtemirov (UZB) | A   | 80.64       | 157          | 161          | 164          |              | 188          | 191          | 191          | 6            | 352      |
| 4    | Božidar Andreev (BGR)            | A   | 80.51       | 154          | 158          | 159          | 6            | 190          | 195          | 195          |              | 349      |
| 5    | Yelaman Seitkazy (KAZ)           | A   | 81.00       | 150          | 154          | 154          | 7            | 182          | 187          | 191          | 5            | 345      |
| 6    | Gaýgysyz Töräýew (TKM)           | A   | 80.94       | 145          | 148          | 150          | 11           | 183          | 188          | 193          |              | 343      |
| 7    | Erkand Qerimaj (ALB)             | A   | 80.84       | 153          | 156          | 156          | 5            | 182          | 182          | 182          | 8            | 338      |
| 8    | Briken Calja (ALB)               | B   | 80.22       | 150          | 150          | 154          | 10           | 182          | 187          | 191          | 7            | 337      |
| 9    | Petr Mareček (CZE)               | B   | 80.59       | 143          | 146          | 151          | 9            | 173          | 177          | 179          | 9            | 330      |
| 10   | Alberto Fernández (ESP)          | B   | 81.00       | 148          | 155          | 155          | 12           | 170          | 175          | 175          | 15           | 323      |
| 11   | Sebastián Cabala (SVK)           | B   | 78.44       | 143          | 146          | 146          | 13           | 172          | 175          | 175          | 16           | 321      |
| 12   | Javier González (ESP)            | B   | 81.00       | 140          | 145          | 145          | 15           | 165          | 170          | 175          | 14           | 320      |
| 13   | Chris Murray (GBR)               | B   | 81.00       | 138          | 142          | 145          | 18           | 171          | 177          | 182          | 12           | 319      |
| 14   | Maksat Meredow (TKM)             | B   | 79.50       | 135          | 141          | 145          | 19           | 171          | 178          | 181          | 10           | 319      |
| 15   | Mahmoud Al-Humayd (KSA)          | B   | 75.80       | 140          | 140          | 144          | 16           | 165          | 174          | 177          | 17           | 318      |
| 16   | Samuel Guertin (CAN)             | C   | 80.26       | 140          | 140          | 145          | 20           | 170          | 177          | 177          | 11           | 317      |
| 17   | Darvin Castro (VEN)              | B   | 80.75       | 142          | 146          | 146          | 17           | 175          | 178          | 179          | 13           | 317      |
| 18   | Ruben Katoatau (KIR)             | C   | 80.29       | 128          | 132          | 136          | 22           | 166          | 172          | 177          | 18           | 308      |
| 19   | Žilvinas Žilinskas (LTU)         | C   | 80.84       | 133          | 137          | 140          | 21           | 160          | 166          | 171          | 19           | 306      |
| 20   | Jeremie Ngouanom Nzali (CMR)     | C   | 80.90       | 128          | 132          | 135          | 23           | 162          | 162          | 166          | 20           | 301      |
| 21   | Bikash Bhatt (NEP)               | C   | 80.17       | 115          | 124          | 128          | 24           | 141          | 148          | —            | 21           | 272      |
| 22   | Omarie Mears (JAM)               | C   | 80.44       | 117          | 121          | 123          | 25           | 142          | 146          | 150          | 24           | 267      |
| 23   | Anthony Libasia Masinde (KEN)    | C   | 79.73       | 111          | 116          | 122          | 26           | 141          | 146          | 147          | 22           | 263      |
| 24   | Md Shohag Mia (BAN)              | C   | 78.02       | 105          | 105          | 111          | 28           | 140          | 146          | 150          | 23           | 257      |
| 25   | Sood Al-Mutairi (KUW)            | C   | 77.71       | 100          | 110          | 115          | 27           | 120          | —            | —            | 25           | 235      |
| —    | Andrés Caicedo (COL)             | A   | 81.00       | 150          | 155          | 158          | 4            | 192          | 193          | 194          | —            | —        |
| —    | Rafik Harutyunyan (ARM)          | A   | 80.98       | 155          | 160          | 162          |              | 190          | 190          | 193          | —            | —        |
| —    | Hossein Soltani (IRI)            | A   | 81.00       | 152          | 153          | 159          | 8            | 186          | 187          | 188          | —            | —        |
| —    | Shi Zhiyong (CHN)                | C   | 76.29       | —            | —            | —            | —            | —            | —            | —            | —            | —        |
| —    | Denis Ulanov (KAZ)               | B   | ritirato    | ritirato     | ritirato     | ritirato     | ritirato     | ritirato     | ritirato     | ritirato     | ritirato     | ritirato |
| —    | Kalilu Bangura (SLE)             | C   | ritirato    | ritirato     | ritirato     | ritirato     | ritirato     | ritirato     | ritirato     | ritirato     | ritirato     | ritirato |
| —    | Adriel La O (WRT)                | C   | ritirato    | ritirato     | ritirato     | ritirato     | ritirato     | ritirato     | ritirato     | ritirato     | ritirato     | ritirato |